# 西域山鹛
，是雀形目鸦雀科的一种鸟类。

## 特征
西域山鹛体重约18.03克，翼长约66毫米，嘴峰长约15毫米，喙宽度约3.5毫米，喙厚度约4.4毫米，跗蹠长约24.6毫米，尾长约95.3毫米。西域山鹛在其分布区内为留鸟，其栖息在半开放的灌木丛中，食性为肉食性，主要食物来源是陆生无脊椎动物。

## 分布
中国西北地区（新疆），塔里木盆地至罗布泊。